# Polla de Gough
La polla de Gough (Gallinula comeri) és una espècie d'ocell de la família dels ràl·lids (Rallidae) que habita zones humides i boscos de Gough, a les illes Tristan da Cunha.